# Rentonium chilense
Rentonium chilense es una especie de coleóptero de la familia Trogossitidae.

## Distribución geográfica
Habita en Chile.